# ثيودور د. ويلسون
ثيودور د. ويلسون (بالإنجليزية: Theodore D. Wilson)‏ هو ضابط ومهندس أمريكي، ولد في 11 مايو 1840 في بروكلين في الولايات المتحدة، وتوفي بنفس المكان في 29 يونيو 1896.